# ひょっこりひょうたん島 ヒット・ソング・コレクション
『ひょっこりひょうたん島 ヒット・ソング・コレクション』（ひょっこりひょうたんじま ヒット・ソング・コレクション）は、2003年4月23日に、ソニー・ミュージックダイレクトから発売された、コンピレーション・アルバム。

## 概要
- NHKの人形劇「ひょっこりひょうたん島」のオリジナル放送音源による初のベスト・アルバム。

## 収録曲

### Disc 1
- 規格品番は、MHCL-246。
- 1.テーマソング
- 2.ドン・ガバチョの未来を信ずる歌
- 3.コケッコソング
- 4.勉強なさい
- 5.もしも僕に翼があったらなぁ
- 6.夜を待とうよ
- 7.外交の花
- 8.オレは海賊
- 9.プアボーイ
- 10.子守唄
- 11.ダンディの呟き
- 12.オレは台所が大好きさ
- 13.私は馬鹿な息子です
- 14.わしの心はお花畑だった
- 15.いずれ劣らぬいい男
- 16.教えてちょうだいお月様
- 17.お化け来ないでちょうだいな
- 18.プカプカ波にさらわれて
- 19.魔女リカのテーマ
- 20.Good Old Days
- 21.霧の港のシューシャインボーイ
- 22.私たちの友情
- 23.感謝せずにはいられない
- 24.人はピョコンと生まれるものではない
- 25.南ドコニカどこにかあるさ
- 26.貴族の言葉
- 27.貴族の仕事
- 28.主 我を愛す
- 29.板前ソング
- 30.お懐かしき社長様
- 31.銅像ソング
- 32.ひょうたん島新湯浴みソング
- 33.アメリカでは
- 34.プクポコマーチ
- 35.托鉢ガバチョ
- 36.ナンセンスソング

### Disc 2
- 規格品番は、MHCL-247。
- 1.立志伝中の人物
- 2.ノアの方舟
- 3.夜を待とうよ
- 4.僕は地球を愛してる
- 5.グッバイジョウのテーマ
- 6.小さな公園～都市計画の歌
- 7.平家物語
- 8.四季の鳥
- 9.らしく（十人十色）
- 10.御詠歌
- 11.育ての親のこのつらさ
- 12.ダンディさん何処へ行ったの
- 13.黒い柩に花束を
- 14.ドコンジョ婆さんのテーマ
- 15.ネンネをしのび泣く歌
- 16.月娘
- 17.故郷遠く離れて
- 18.ハレルヤ
- 19.星空の下で（くらす喜び）
- 20.不幸と幸せ紙一重
- 21.ひとりじゃない
- 22.風流ですぞ
- 23.大学とは
- 24.エンディングテーマ